# Oana Gregory
Oana Gregory, född  Oana Andreea Grigoruț 9 januari 1996 i Negrești-Oaș, är en rumänsk-amerikansk skådespelare. Sedan sin ankomst till USA i oktober 2002 har Gregory blivit internationellt känd för roller i Disney-produktioner som Kickin' It, Lab Rats och Crash & Bernstein. Hon är den första rumänska personen någonsin att jobba för Walt Disney Company.